# Campora San Giovanni

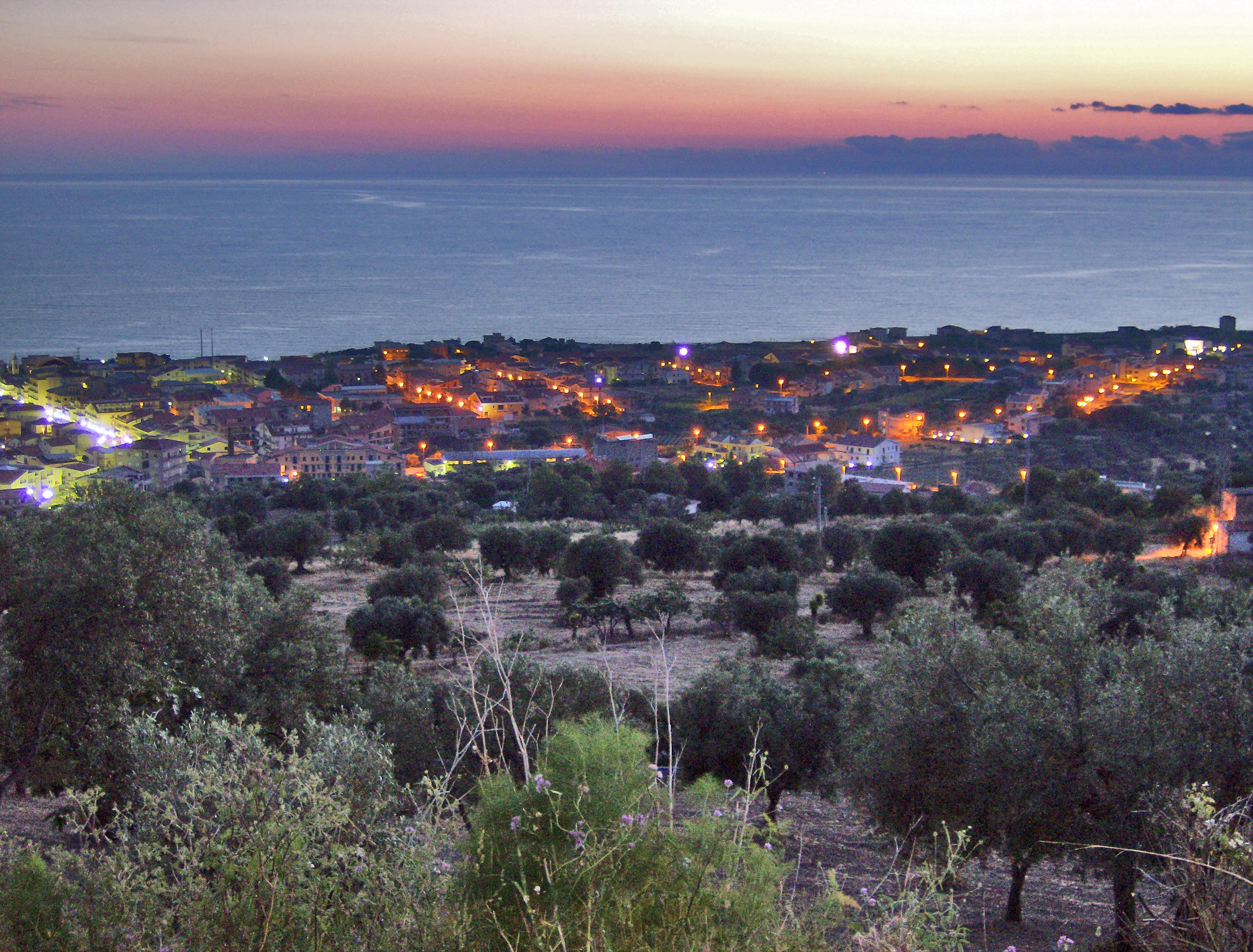
Panorama von Campora San Giovanni, Blick vom Viertel Mirabelli

Campora San Giovanni (italienisch ˈkampora san dʒoˈvanːiⓘ) (Campura San Giuvanni oder Campura Santu Janni) ist eine Fraktion von Amantea in der Provinz Cosenza, an der Grenze zur Provinz Catanzaro (Kalabrien), in Italien. Der Ort hat 7200 Einwohner.

## Ortsteile
- Augurato
- Carratelli
- Cologni
- Cozza
- Cuccuvaglia
- Fravitte
- Gallo
- Imbelli
- Marano
- Marinella
- Mirabelli
- Oliva
- Piana Cavallo
- Piana Mauri
- Principessa
- Ribes
- Rubano
- Strìttùrì
- Villanova

## Geschichte

Kolonien und Dialekte der Magna Graecia; in Temesa siedelten demnach Achaier

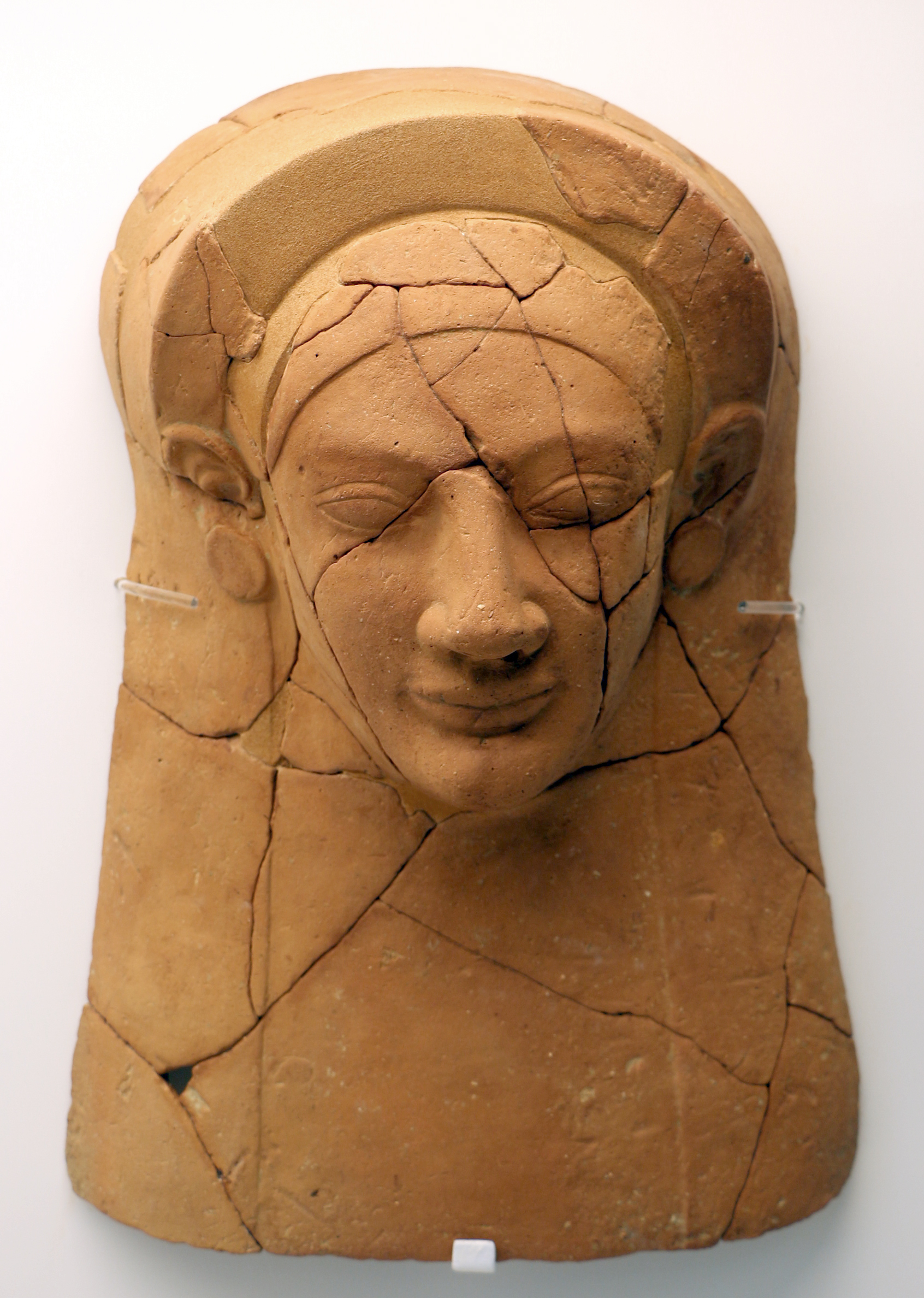
Terrakottabüste aus Imbelli, spätes 6. Jahrhundert v. Chr.

Aus dem Neolithikum fanden sich Überreste von Hütten, Keramikfragmente und steinerne Artefakte auf einer Terrasse nordöstlich des Ortes.
Auf den Gebieten der beiden Städte Temesa und Sybaris, die etwa den contrade von Carratelli und Imbelli entsprechen, fanden sich antike Überreste von Bauwerken. Ähnliches gilt für Klethe, beim heutigen Principessa gelegen, dessen Name sich von einer legendären Fürstin Amazonia ableitet, die mit Kroton gegen Sybaris verbündet war. Für Temesa mit seinen zahlreichen Votivgaben, ausgegraben an der Fundstelle Imbelli (nördlich der Flüsse Savuto und Torbido, unmittelbar südlich des Oliva gelegen), ließen sich Opfer für eine griechische Göttin belegen, wobei unklar bleibt, für welche. Temesa stand allerdings hinter den regionalen Metropolen der Magna Graecia, wie Sybaris, Kroton und Lokroi zurück, von wo möglicherweise die Kolonisten stammten.
Im 4. und 3. Jahrhundert eroberten italische Bruttii die Stadt (Strabon VI 256). Skylakion, Kaulonia, Lokri, Rhegium blieben unabhängig. Um 300 v. Chr. unterstand den Bruttiern wohl die ganze Küste des Golfs von S. Eufemia. Hannibal ließ die Stadt 203 v. Chr. nicht zerstören – im Gegensatz zum nicht weit entfernt gelegenen Terina.
Nach dem Abzug Hannibals wurde das mit den Karthagern im Bunde stehende Bruttium römische Provinz. Infolgedessen wurde Temesa im Jahr 194 v. Chr. römische Kolonie (als einzige Stadt neben Crotone). Sie hieß nun Tempsa. Noch im 2. Jahrhundert n. Chr., so berichtet Pausanias, war die Stadt bewohnt, wenn auch die lokalen Kupfervorkommen bereits im 1. Jahrhundert erschöpft waren. Unter Diokletian wurde das bruttische Gebiet zusammen mit Lucanien einem corrector Lucaniae et Brittiorum unterstellt.
Ende des 5. Jahrhunderts wurde die Stadt Tempsa zum Bistum erhoben. Dieses bestand bis 871. So ist ein Bischof Hilarus/Hilarius bekannt, der 499 ordiniert wurde und der 502 in einer Urkunde erscheint; 492 erscheint ein Bischof Maioricus, wohl der Vorgänger Hilarius’.

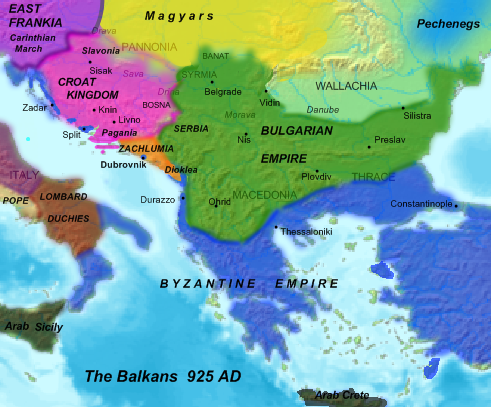
Byzanz um 925

Wie viele Gebiete Süditaliens, so litt Kalabrien, wie das Bruttiergebiet längst hieß, nachdem das einst römische Mittelmeer von nicht-römischen Flotten befahren wurde, unter Piraterie und Plünderzügen, etwa der Westgoten (ab 410) und Vandalen (um 462).
Im 9. Jahrhundert häuften sich sarazenische Überfälle – in diesem Falle von Berbern – denen die Rückeroberungen der fränkischen Karolinger gegen die Emirate von Tarent und von Bari ein Ende setzten. Ludwig II. reagierte, als der Emir von Bari seine früheren Plünderzüge 870 wieder aufnahm, mit einem Gegenfeldzug durch Apulien und Kalabrien. 871 gelang mit Unterstützung fränkischer und langobardischer Einheiten sowie einer slawischen Flotte die Eroberung Baris. 880 eroberte der byzantinische Feldherr Leon Apostyppes auch Tarent.

Der Torrione, ein Wachturm aus normannischer Zeit

Kalabrien blieb bis zur Herrschaft der Normannen byzantinisch. 1044 begannen Wilhelm Eisenarm und Waimar IV. mit der Eroberung dieses Gebiets. Wilhelms Bruder Drogo nannte sich dux et magister Italiae comesque Normannorum totius Apuliae et Calabriae. Robert Guiskard, ein weiterer Bruder, erhielt 1048 eine Burg bei Sybaris, eroberte zwischen 1051 und 1060 das übrige Kalabrien.
Anfang des 18. Jahrhunderts entstanden einige der späteren Ortsteile, die meistens die Namen der Großgrundbesitzer trugen, die dort Landarbeiter ansiedelten. Der sizilianische Marchese Francesco Maria Cozza ließ 1730 eine Seidenfabrik mit angeschlossener Seidenraupenzucht errichten, die allerdings nur bis 1756 unterhalten wurde. In dieser Zeit entstand eine Kapelle, die Johannes dem Täufer gewidmet war (Santu Janni).
Ab 1877 kamen Zuwanderer in das Gebiet, vor allem aus Cleto, Nocera Terinese, Aiello Calabro, Belmonte Calabro, Lago, Longobardi an, aber auch solche aus Österreich-Ungarn. Unter ihnen war der Freiherr Johann Paschalis von Tief aus Tirol. Im Weinbau in der Zone vom Savuto gelang es ihm, den Kern von Campora San Giovanni anzulegen, wobei er von zwei Grundbesitzern unterstützt wurde, nämlich den Markgrafen Cavallo und Mauri. Der Kern des heutigen Campora war somit bis 1876 zwischen den Gemeinden Amantea, Aiello Calabro und Nocera Terinese angelegt worden.
Zahlreiche Landbewohner wurden während des Zweiten Weltkriegs zum Militärdienst eingezogen; 1943 bombardierten die Alliierten eine Reihe von Städten im Süden Italiens. Die Zerstörungen lassen sich vor allem in der Zone Augurato erkennen. In Campora gehörte nur ein Mann den Partisanen an, nämlich Angelo Vadacchino, der in der Umgebung von Florenz und Prato gegen die Besatzer kämpfte.

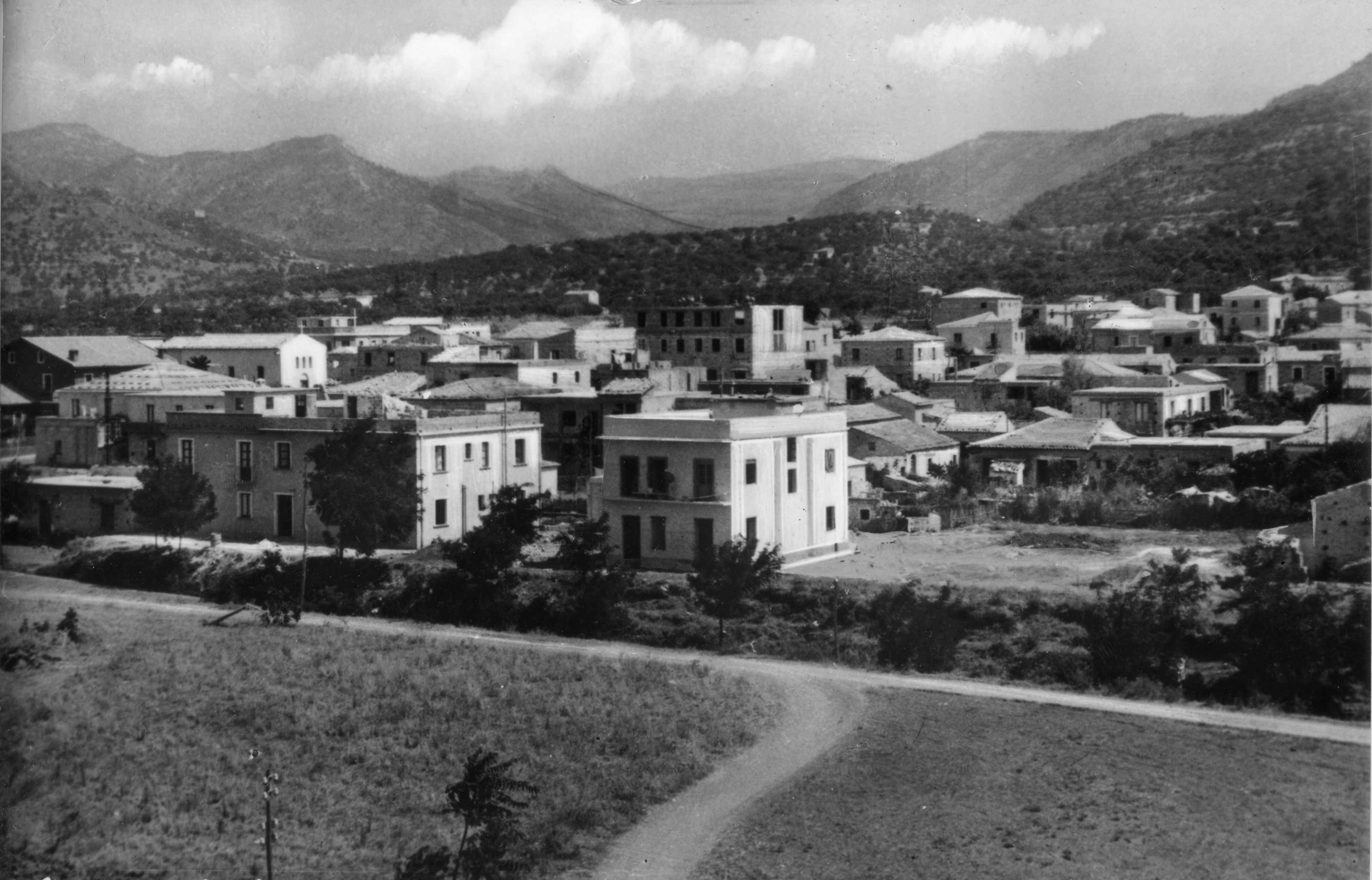
Campora San Giovanni in den 1960er Jahren

Nach dem Krieg verstärkte sich noch einmal die Auswanderungswelle, die ganz Italien erfasst hatte. So verließen etwa 7.000 Bewohner zwischen 1950 und 1980 die Region.
In den 1950er Jahren begann für Campora San Giovanni ein wirtschaftlicher Wiederaufstieg, der seine Grundlage in der Entwicklung des Tourismus hatte. Aber auch die zunehmende Produktion der landwirtschaftlichen Genossenschaften trug dazu bei. Der Bedarf der Landwirtschaft, für die zahlreiche osteuropäische Frauen, und für den Bausektor, für den Männer angeworben wurden, wuchs stark an. In den letzten Jahrzehnten kamen zudem Chinesen, Maghrebiner und Inderinnen hinzu.

## Wirtschaft

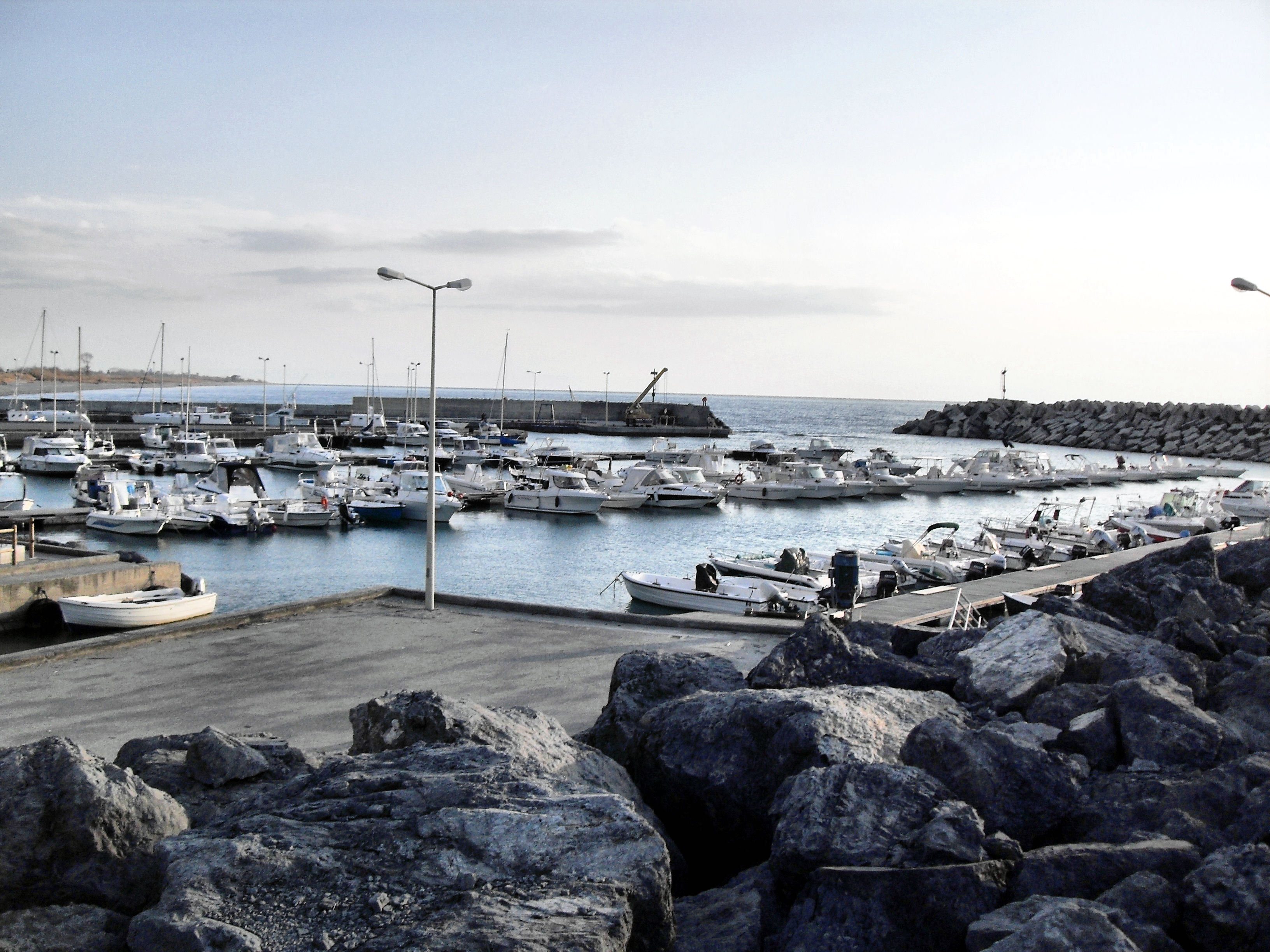
Yachthafen

Wichtige Einnahmequellen von Campora San Giovanni sind die Landwirtschaft und der Tourismus. Seit der Mitte des 20. Jahrhunderts wird in der Region die rote Tropea-Zwiebel angebaut, die auch ein wichtiges Exportprodukt darstellt. Im Ort wurde eine Feriensiedlung errichtet. Der im Jahr 2003 erbaute Hafen, der den Ort mit den Äolischen Inseln verbindet, ist Teil der touristischen Infrastruktur.

## Verkehr
Campora San Giovanni liegt an der Staatsstraße SS 18 und ist mit der Eisenbahn, der Trenitalia erreichbar. Über die Autobahn A3, die Salerno mit Reggio Calabria verbindet, erreicht man den 25 km entfernten Flughafen Lamezia Terme.

## Kulturveranstaltungen
Alljährlich wird vom 1. bis 3. September das Patronatsfest zu Ehren Franz von Paola gefeiert, das von Feuerwerk begleitet wird.

## Bilder

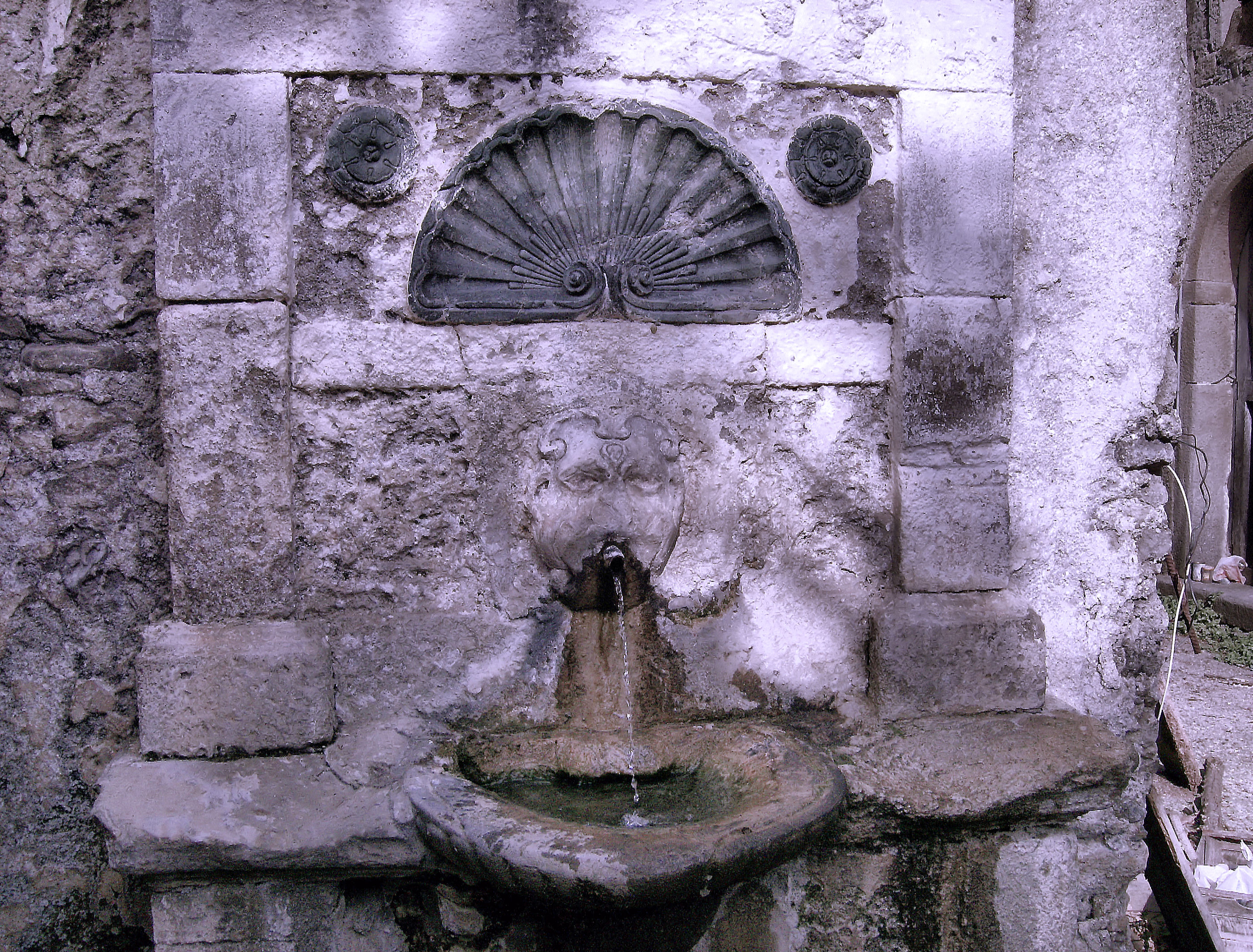
U Peshscaru des Brunnens (Brunnen der Puppe) zu Augurato
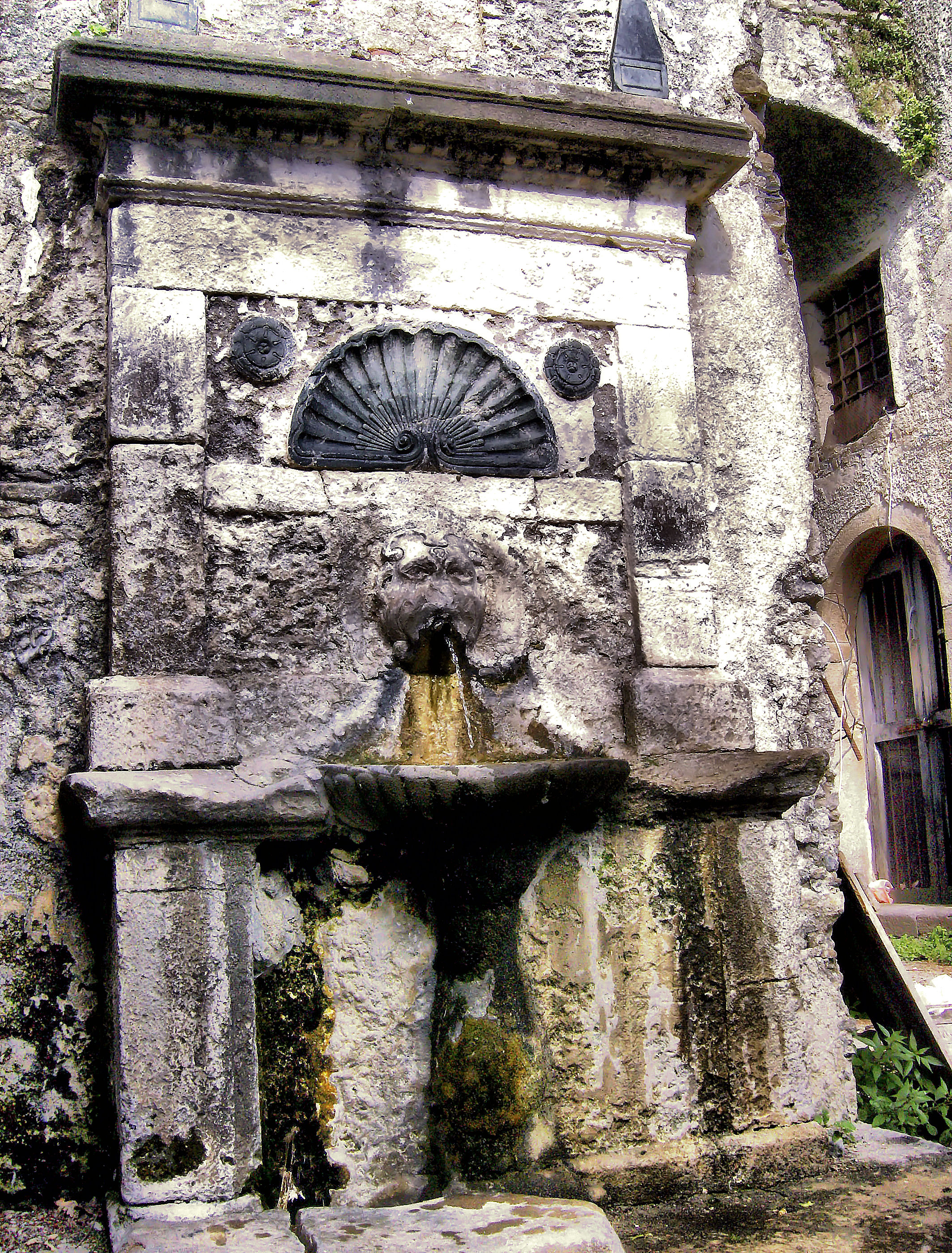
Die Funtana du Peshcaru (Brunnen der Puppe) zu Augurato
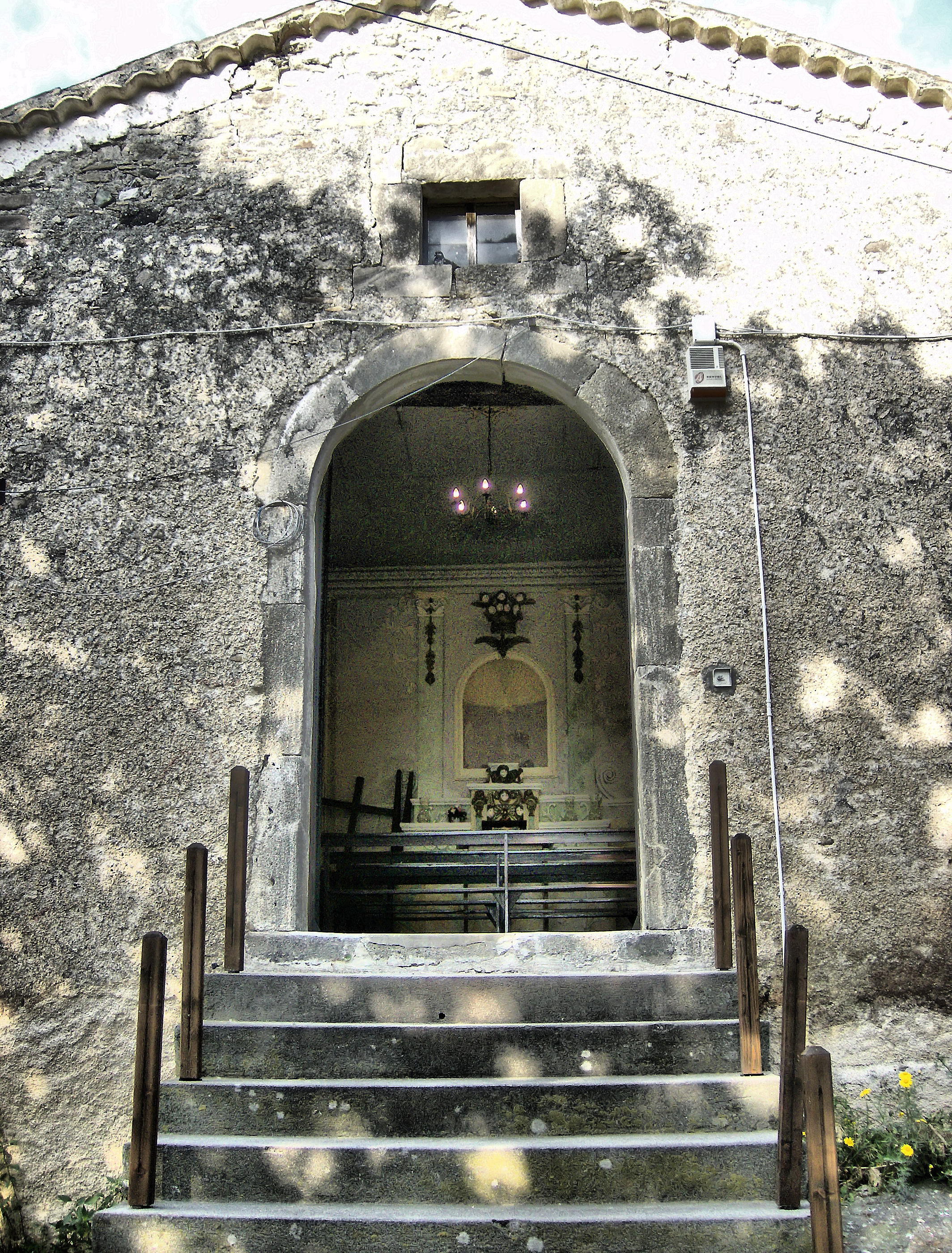
Die Kirche Santas Filomena zu Augurato
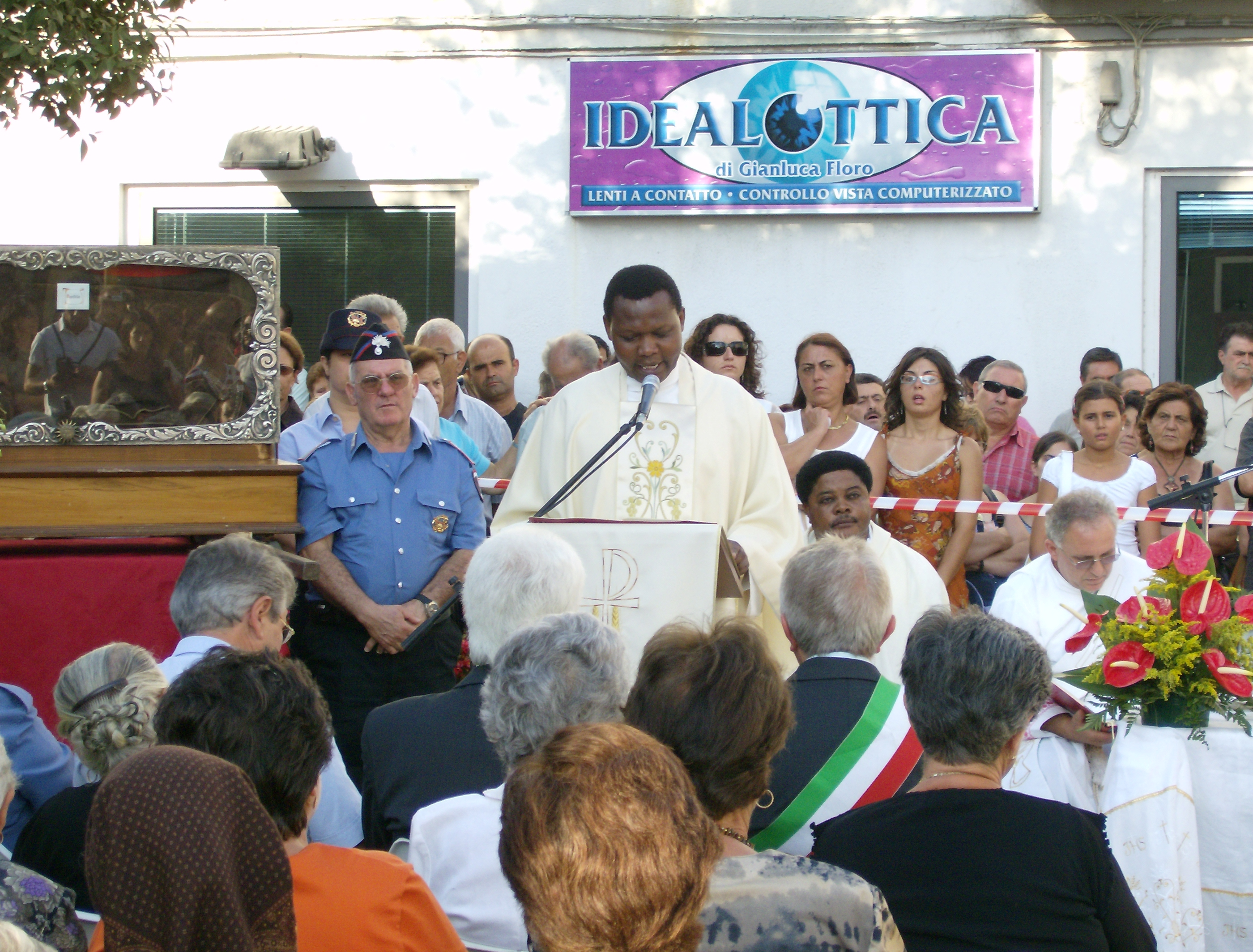
Don Apollinaris Mashughuli während des Patronatsfests vom 3. September 2007, dem 500. Todestag des Franz von Paula

## Belege
1. ↑  Maria Cecilia Parra, Pier Giovanni Guzzo: Guida archeologica della Calabria. Un itinerario tra memoria e realtà, Edipuglia, 1998, S. 98.
2. ↑  Gioacchino Francesco La Torre: Un tempio arcaico nel territorio dell'antica Temesa : l'edificio sacro in località Imbelli di Campora San Giovanni, Bretschneider, Rom 2002.
3. ↑  Antonio Macchione: La diocesi di Tempsa (492-871), Calabria letteraria, 2008.
4. ↑  Jörg Köpke: Die italischen Bischöfe unter ostgotischer Herrschaft (490 – 552 n. Chr.). Prosopographische Untersuchungen zur Stellung des italienischen Episkopats zwischen Antike und Mittelalter, Hamburg 2006, S. 181, 188, 217, 295 (online, PDF).
5. ↑  Giosuè Musca: L'emirato di Bari, 847–871, Edizioni Dedalo, Bari 1964, S. 130–132.